# Takikomi gohan

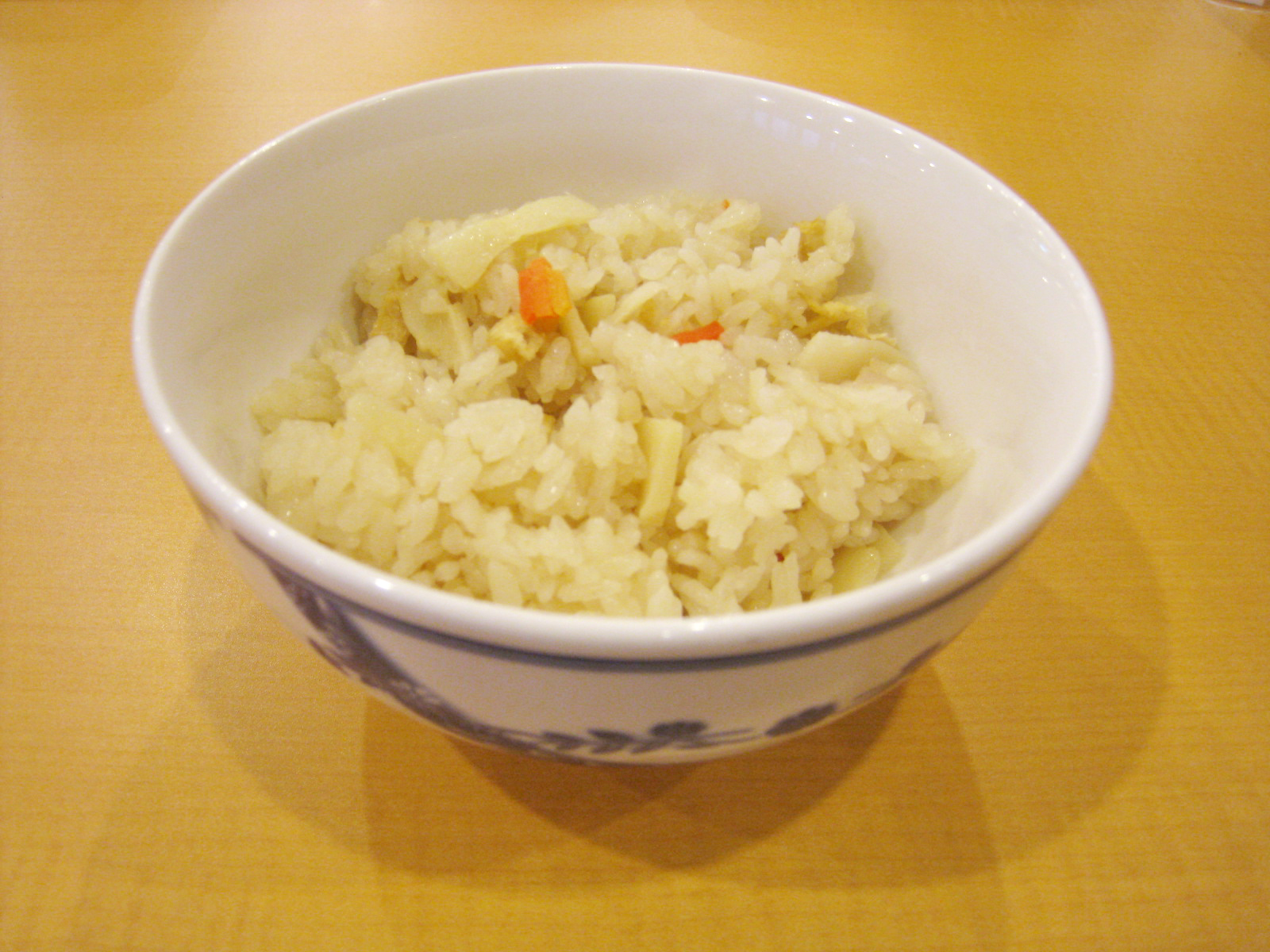
Takikomi gohan

Takikomi gohan (japanisch 炊き込みご飯) ist ein Reisgericht der japanischen Küche. Ins Deutsche übersetzt bedeutet Takikomi „zusammengekocht“ und gohan bedeutet „Reis“.
Zur Zubereitung wird der Reis zusammen mit verschiedenen wählbaren Zutaten wie z. B. Gemüse, Kartoffeln, Huhn, Fisch, Austern, Fleisch (dünn aufgeschnitten) oder Pilzen (z. B. Enoki oder Nameko) in Dashi mit Sojasoße oder wahlweise mit Teriyaki-Soße im Reiskocher gekocht. Die Zutaten werden zumeist saisonal ausgesucht, so wird ein Takikomi gohan im Frühling mit Bambussprossen, im Sommer gerne mit grünen Bohnen oder frischen Sojabohnen, im Herbst mit Kastanien oder Pilzen und im Winter mit Austern zubereitet.
Das Gericht hat in den verschiedenen Regionen Eigenheiten, so wird im westlichen Japan der Reis mit einem ganzen Fisch gekocht. Diese Abwandlung wird je nach verwendetem Fisch tai-meshi oder ayu-meshi genannt. Andere Abwandlungen heißen z. B. Go-moku gohan oder Mame gohan. Dieses japanische Hausgericht ist vor allem bei Kindern beliebt und wird deswegen in japanischen Haushalten öfter gekocht.